# قيقب منشوري
القيقب المنشوري نوع نباتي ينتمي إلى جنس القيقب من الفصيلة الصابونية.